# Eau de source

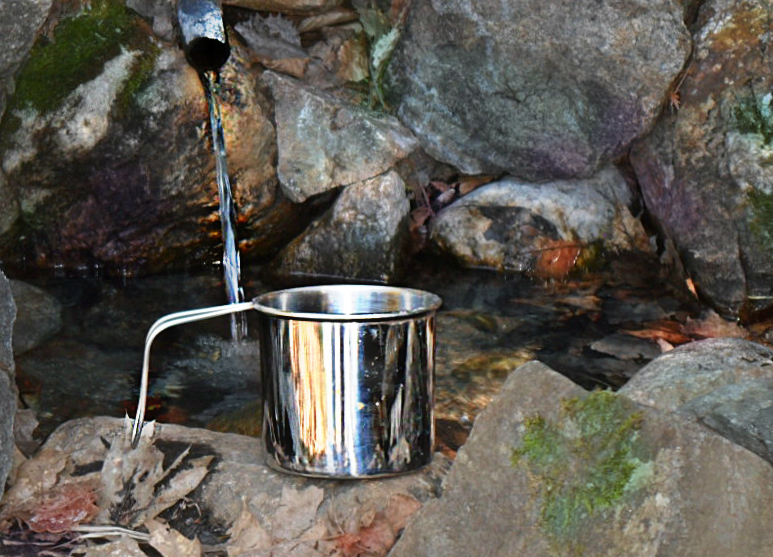
Récipient posé devant une eau de source au parc Champboisé de L'Ange-Gardien, province de Québec, Canada.

Une eau de source est une eau qui sort naturellement d'une source. C'est également le nom donné à une catégorie d'eau embouteillée dont les caractéristiques doivent respecter une réglementation qui varie selon les pays. En général, elle doit être d'origine souterraine, ayant bénéficié d'une protection contre la pollution, et n'ayant subi ni traitement chimique, ni adjonction. Elle doit donc être naturellement conforme aux critères de potabilité (ce qui n'est pas forcément le cas d'une eau minérale naturelle). Il n'y a pas de teneur minimale en minéraux à respecter (contrairement aux eaux minérales en Amérique du Nord).

## En France
En France, une eau de source, en tant que catégorie d'eau embouteillée, ne provient généralement pas d'une source, mais d'un forage. Elle connaît son véritable essor dans les années 1970 et à la suite du lobbying du Syndicat des Eaux de Sources créé en 1983 par Jacques Tréherne, obtient son statut officiel en 1989, un décret du 6 juin fixant alors sa définition. 
Une circulaire ministérielle de juillet 2010 impose aux municipalités qui mettent leur eau d'adduction publique sur le marché de mentionner « Eaux rendues potables par traitement » pour les différencier des eaux de source qui n'ont pas de traitement chimique.
Trois fontaines d'eau de source existent à Paris : puits artésien de la Butte-aux-Cailles (place Paul-Verlaine), square Lamartine et square de la Madone.

## En Amérique
En Amérique du Nord, une eau de source doit jaillir naturellement du sol, c'est-à-dire d'une source, bien qu'elle puisse être collectée ensuite par forage.

### Eau de source du Québec
- Amaro, eau embouteillée à la source de St-Cuthbert, comté de Berthier au Québec appartenant à des entrepreneurs Québécois;
- ESKA, eau embouteillée à la source de l'esker de St-Mathieu-d'Harricana, près d'Amos, en Abitibi-Témiscamingue
- NAYA, eau de source naturelle embouteillée au pied des Laurentides au Québec
- Saint-Élie, eau embouteillée à la source de Saint-Élie-de-Caxton, comté de Maskinongé.
- Mont Bel-Air Eau de Source, embouteillée à la source du Mont-Belair, situé à Québec, par une entreprise familiale.